# Zlaté
Zlaté (allemand : Goldbach im Scharosch), est un village de Slovaquie situé dans la région de Prešov.

## Histoire
Première mention écrite du village en 1355.

## Démographie

### Évolution de la population
| Année:               | 1994. | 2004.   | 2014.  | 2024.   |
| -------------------- | ----- | ------- | ------ | ------- |
| Nombre de personnes: | 724   | 750     | 756    | 771     |
| Différence:          |       | +3,59 % | +0,8 % | +1,98 % |

| Année:               | 2023. | 2024.   |
| -------------------- | ----- | ------- |
| Nombre de personnes: | 760   | 771     |
| Différence:          |       | +1,44 % |